# Brassica drepanensis
Brassica drepanensis är en korsblommig växtart som först beskrevs av Théodore Caruel, och fick sitt nu gällande namn av Damanti. Brassica drepanensis ingår i släktet kålsläktet, och familjen korsblommiga växter. Inga underarter finns listade i Catalogue of Life.

## Bildgalleri

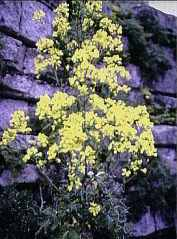